# Ginza Rabba

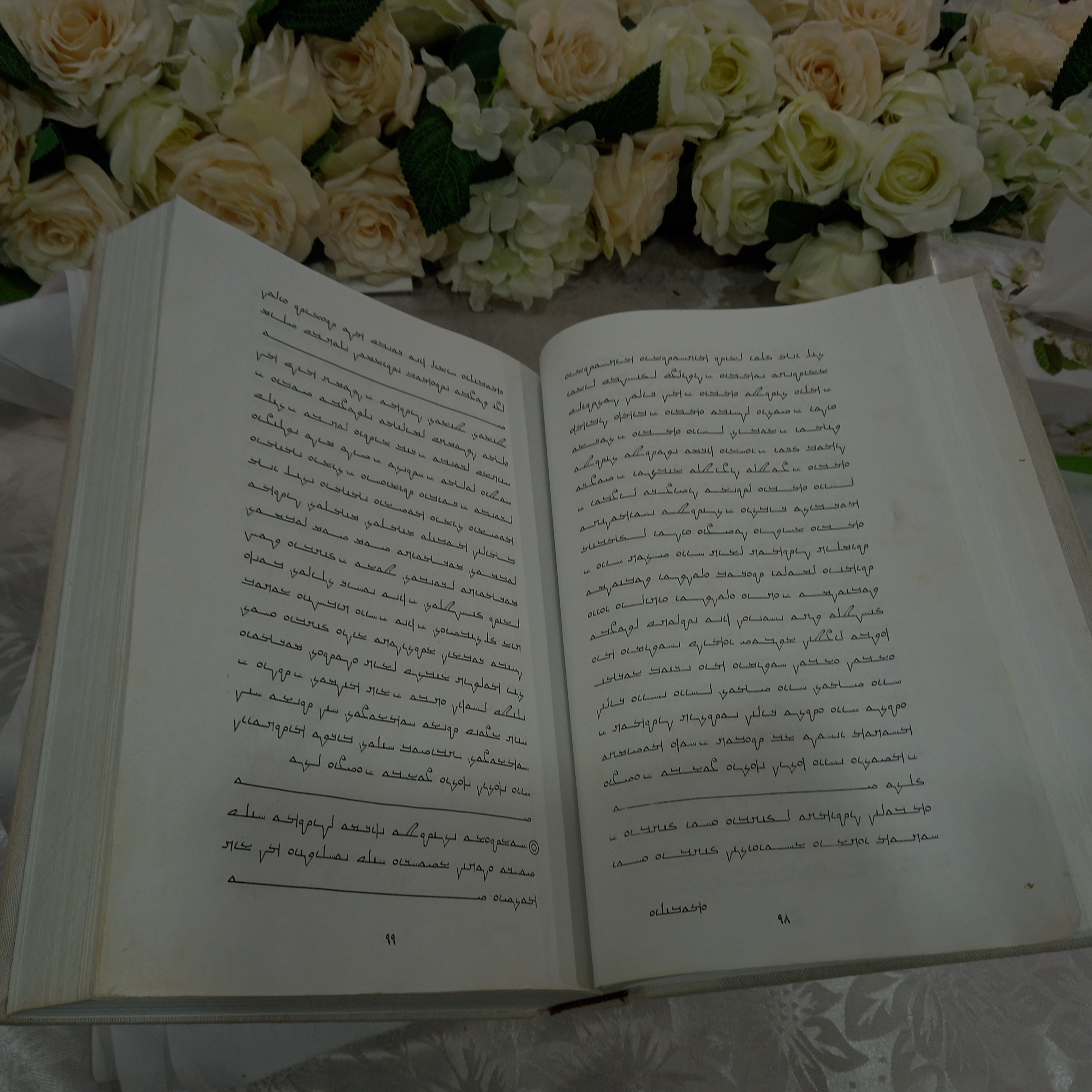
De Ginza Rabba, het boek van de Mandaeërs.

De Ginza Rabba (Mandaïsch: "De Grote Schat"), ook wel geschreven als Ginza Rba of Genz Rabb, is het belangrijkste heilige schrift van de mandaeërs, die voornamelijk in het grensgebied tussen Iran en Irak wonen. Een andere naam is het "boek van Adam".
De Ginza Rabba is, net als twee andere geschriften – het boek van Johannes (Mandaïsch: "Sidra d-Jahja") en de Qolasta (het gebedsboek) – in de 7e of de 8e eeuw na Christus samengesteld. Door het op schrift stellen van hun geloof verkregen de mandaeërs de status van boekvolk. Van de moslims mochten boekvolkeren zoals christenen en joden hun godsdienst uitoefenen. De geschriften berusten wel op oudere bronnen en mogelijk waren delen ook al voor de islamitische expansie op schrift gesteld.
Ook krijgen de mandaeërs "goede daden" als ze ginza rabba herschrijven. De  Ginza rabba bestaat uit 2 delen. De pagina-indeling van het boek is dat steeds een pagina gevolgd wordt door een andere pagina die ten opzichte van de pagina daarvoor ondersteboven staat. Het boek heeft op die wijze twee delen, de Rechter Ginza en de Linker Ginza. De Rechter Ginza omvat achttien traktaten over vooral kosmologische, theologische en ethische onderwerpen. De Linker Ginza omvat drie traktaten, die vooral handelen over de opstijging van de ziel naar de Wereld van het Licht. Dit deel wordt dan ook wel het Boek van de zielen genoemd.